# Marek II Khouzam
Marek II Khouzam (ur. 16 marca 1888 w Achmim, zm. 2 lutego 1958) – egipski duchowny katolicki obrządku koptyjskiego, w latach 1926-1947 biskup Luksoru i 1947-1958 patriarcha Aleksandrii.

## Życiorys
Święcenia kapłańskie przyjął 30 kwietnia 1911. 10 sierpnia 1926 został mianowany biskupem Luksoru. Sakrę otrzymał 30 listopada 1926. 10 sierpnia 1947 otrzymał nominację patriarszą stając się jednocześnie ordynariuszem eparchii aleksandryjskiej. Zmarł 2 lutego 1958.